# Niel (Cameroun)
Pour les articles homonymes, voir Niel.
Niel est un village de la Région du Littoral du Cameroun, situé dans la commune de Ngambe. 

## Population et développement
En 1967, la population de Niel était de 334 habitants, essentiellement des Babimbi du peuple Bassa. La population de Niel était de 160 habitants dont 82 hommes et 78 femmes, lors du recensement de 2005.  

## Personnalités liées au village
- Geneviève Tjoues, née le 31 janvier 1944 à Niel.